# Carolusgulden

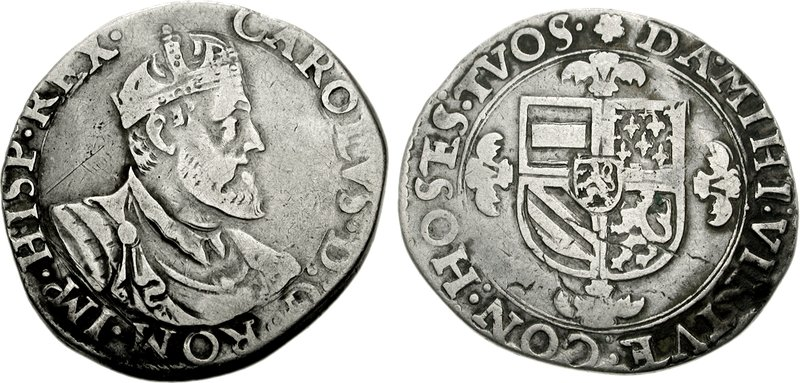
Karel V: carolusgulden

Een carolusgulden of karolusgulden is een oude munt die ten tijde van keizer Karel V werd geslagen en naar hem is genoemd.
De carolusgulden bestond zowel in een gouden uitvoering (Carolus d'or) als een zilveren (Carolus d'argent). De gouden carolusgulden werd voor het eerst in 1517 geslagen, de zilveren in 1543. Beide vertegenwoordigden bij de invoering van de zilveren carolusgulden dezelfde waarde. Deze bedroeg 20 stuivers.
Onder Karels opvolger koning Filips II is de aanmunting van deze guldens niet meer voortgezet. De term karolusgulden als aanduiding voor een bedrag van 20 stuiver, weldra kortweg gulden genoemd, heeft echter nog lang nadien als rekeneenheid gediend, totdat de Republiek der Nederlanden vanaf 1688 fysieke zilveren guldens is gaan slaan.

## Andere Carolusmunten
Diverse andere munten worden ook met Carolus aangeduid. In de vijftiende eeuw bestond er in de Nederlanden een Carolusstuiver. De Drie Steden en Nijmegen muntten een Carolusdaalder aan. Latere Carolusmunten werden gemunt door onder anderen: Karel I van Engeland (koning van 1625-1649), Karel III van Spanje (koning van 1759-1788) en Karel IV van Spanje (koning van 1788-1808).

## Zie ook

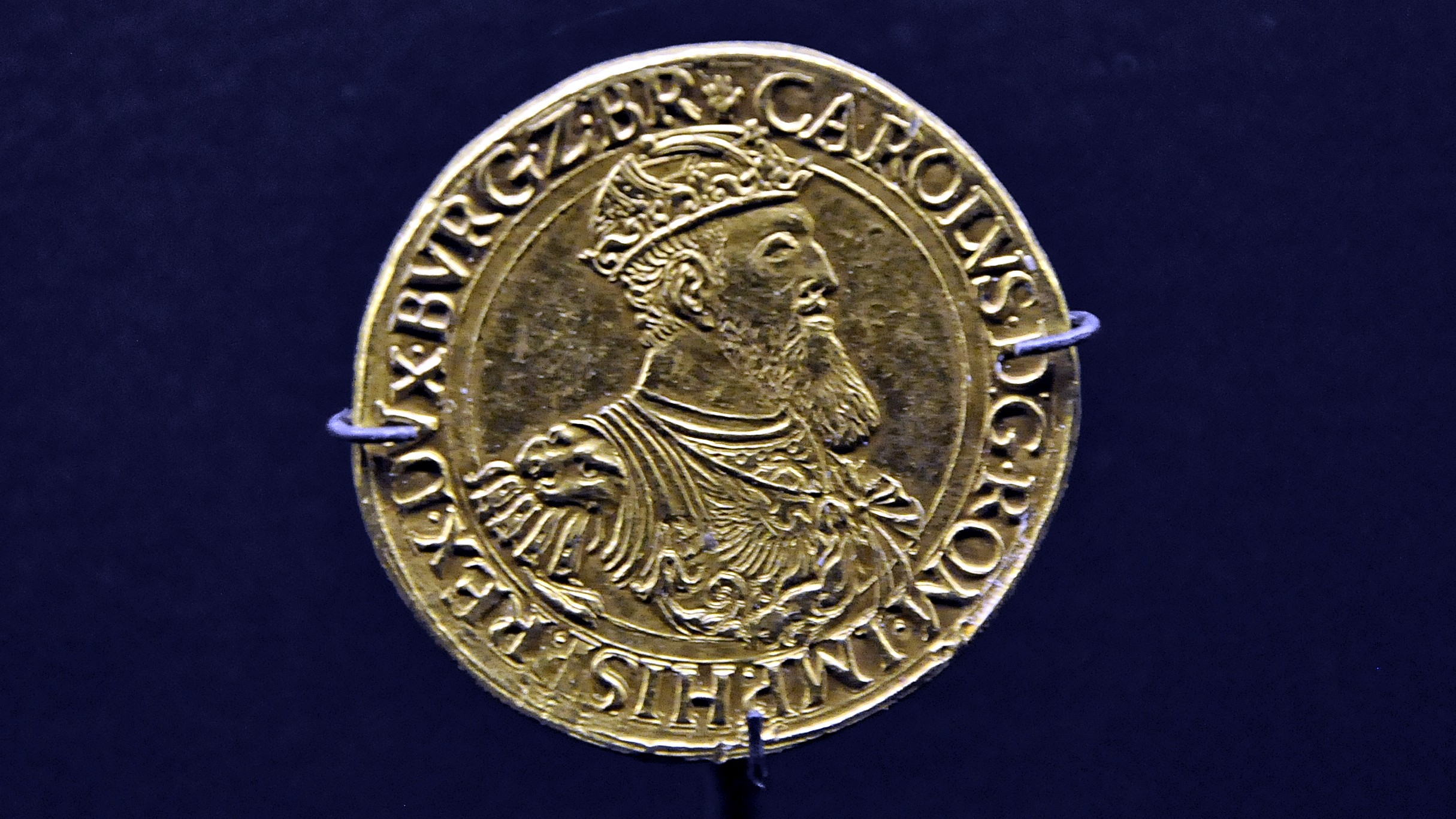
Een gouden carolusgulden, geslagen in 1552, in het Museum aan de Stroom